# Gizem Örge
Gizem Örge est une joueuse de volley-ball turque née le 26 avril 1993 à Ankara. Elle mesure 1,70 m et joue au poste de libero.  Elle totalise 147 sélections en équipe de Turquie.

## Clubs
| Club               | De        | À         |
| ------------------ | --------- | --------- |
| Batıkent Kültür    | 2005-2006 | 2005-2006 |
| Ankara Eczacı      | 2006-2007 | 2007-2008 |
| Nilüfer Belediye   | 2008-2009 | 2012-2013 |
| Vakıfbank Istanbul | 2013-2014 | 2020-2021 |
| Fenerbahçe SK      | 2021-2022 | ...       |

## Palmarès

### Équipe nationale
- Ligue des nations
  - Finaliste : 2018.
- Championnat d'Europe
- Vainqueur : 2023.
- Ligue européenne
  - Vainqueur : 2014[1]
- Championnat du monde des moins de 23 ans
  - Finaliste : 2015.

### Clubs
- Championnat du monde des clubs
  - Vainqueur : 2017, 2018.
- Ligue des champions
  - Vainqueur: 2017, 2018.
  - Finaliste : 2014, 2016.
- Championnat de Turquie
  - Vainqueur : 2014, 2016, 2018, 2019, 2021, 2023, 2024.
  - Finaliste : 2015, 2022.
- Coupe de Turquie
  - Vainqueur : 2014, 2018, 2021, 2024.
  - Finaliste : 2011, 2015, 2017, 2022, 2023.
- Supercoupe de Turquie
  - Vainqueur: 2014, 2017, 2022.
  - Finaliste : 2015, 2018, 2019, 2020.

### Distinctions individuelles
- Championnat du monde de volley-ball féminin des moins de 23 ans 2015: Meilleure libéro[2].
- Ligue des champions féminine de volley-ball 2015-2016: Meilleure libéro[3].
- Ligue des champions féminine de volley-ball 2017-2018: Meilleure libéro[4].
- Championnat du monde des clubs de volley-ball féminin 2018 : Meilleure libéro[5]